# Шур (деревня, Балезинский район)
Шур — деревня в Воегуртском сельском поселении Балезинского района Удмуртии. Центр поселения — деревня Воегурт.
В состав деревни входит станция Шур, рядом находятся дома 1208 км. Севернее - починок Шур. В 1960-х починок и деревня были одной деревней с населением в 1961 году 57 человек.
Население - 58 человек.
В деревне 3 улицы: Железнодорожная, Песочная и Садовая.
Почтовый индекс: 427550.
Код ИФНС: 1837.